# Kirguistán en los Juegos Olímpicos de Río de Janeiro 2016
El Equipo Olímpico de Kirguistán (identificado con el código KGZ) es una de las delegaciones participantes en los Juegos Olímpicos, representante de Kirguistán. Es la sexta participación de Kirguistán en los Juegos Olímpicos tras la Disolución de la Unión Soviética

## Deportes

### Atletismo
Kirguistán logró clasificar los siguientes atletas:
- Ilya Tyapkin (Maratón masculina)
- Iuliia Andreeva (Maratón femenina)
- Mariya Korobitskaya (Maratón femenina)
- Viktoriia Poliudina (Maratón femenina)
- Darya Maslova (10000 metros femeninos)

### Boxeo
Kirguistán logró clasificar un deportista al ganar la clasificación en el torneo de clasificación asiático.
- Erkin Adylbek Uulu (Peso mediopesado masculino)

### Yudo
Kirguistán logró clasificar dos judocas.
- Iurii Krakovetskii (+100 kg masculinos)
- Otar Bestaev (-60 kg masculinos)

### Natación
Kirguistán ha recibido una invitación de FINA para enviar dos nadadores (uno masculino y otro femenino) a los Juegos Olímpicos.
- Denis Petrashov (200 metros pecho masculino)
- Dariya Talanova (100 metros pecho femenino)

### Levantamiento de pesas
Kirguistán logró clasificar un atleta. Sin embargo, logró conseguir incorporar una atleta debido a una vacante de una plaza que fue quitada a otros países debido a "múltiples casos positivos" de dopaje.
- Izzat Artykov (-69 kg masculinos)
- Zhanyl Okoeva (-48 kg femeninos)

### Lucha
Kirguistán logró clasificar siete atletas
- Magomed Musaev (-97 kg masculinos estilo libre)
- Aiaal Lazarev (-125 kg masculinos estilo libre)
- Arsen Eraliev (-59 kg masculinos greco romano)
- Ruslan Tsarev (-66 kg masculinos greco romano)
- Janarbek Kenjeev (-85 kg masculinos greco romano)
- Murat Ramonov (-130 kg masculinos greco romano)
- Aisuluu Tynybekova (-58 kg femeninos estilo libre)